# Changmo
Changmo, pseudonimo di Ku Chang-mo (구창모?; Jeongseon, 31 maggio 1994), è un rapper sudcoreano.

## Biografia
Changmo si è fatto conoscere con la pubblicazione degli EP Don beol sigan 2, Don beol sigan 3 e Gettin Money Moment, tutti e tre classificatisi nella Circle Chart e pubblicati tra il 2016 e il 2017. Il successo ottenuto in questo determinato arco di tempo si è tramutato in un Circle Chart Music Award per la scoperta hip hop dell'anno. L'album in studio d'esordio Boyhood, uscito sotto la Ambition Musik due anni dopo, si è classificato al 13º posto della graduatoria nazionale e contiene la hit numero uno Meteor, certificata doppio platino dalla Korea Music Content Association. Underground Rockstar, il secondo LP del rapper, è stato messo in commercio nel novembre 2021.
Nel corso della sua carriera si è aggiudicato anche un Golden Disc Award e un Korean Music Award.

## Discografia

### Album in studio
- 2019 – Boyhood
- 2021 – Underground Rockstar

### EP
- 2016 – Motown
- 2016 – Don beol sigan 2
- 2016 – Don beol sigan 3
- 2017 – Gettin Money Moment
- 2018 – DNSG
- 2019 – Don't Touch My Phone (con Yumdda)
- 2020 – Bipolar (con Paul Blanco)
- 2024 – Wonderful Days

### Singoli
- 2014 – Gangster (feat. Livii)
- 2016 – Dambae
- 2017 – Blue Moon (con Hyolyn)
- 2018 – D.O.P.E. (con The Quiett e Dok2)
- 2018 – Boy
- 2018 – Maserati & Porsche (con Superbee)
- 2019 – The Fearless Ones (con The Quiett, Sik-K e Beenzino)
- 2019 – Band (con Hash Swan, Ash Island e Keem Hyoeun)
- 2020 – Pay Day (con Ash Island e Junggigo)
- 2020 – Countin My Guap
- 2020 – GJD
- 2022 – Just the Two of Us

### Collaborazioni
- 2019 – Own It (Stormzy feat. Burna Boy & Changmo)